# André Miquel
Pour les articles homonymes, voir Miquel.
André Miquel, né le 26 septembre 1929 à Mèze (Hérault) et mort le 27 décembre 2022 à Paris, est un universitaire et historien arabisant français, spécialiste de langue et littérature arabes.

## Biographie
André Miquel, après une khâgne à Montpellier, entre à l'École normale supérieure (Ulm) en 1950 et en sort agrégé de grammaire en 1953, puis docteur ès lettres en 1967. En 1953-1954, il est boursier auprès de l'Institut français d'études arabes de Damas.  
Connu pour ses travaux sur la géographie arabe médiévale, la poésie et la littérature arabe classiques et pour sa traduction des Mille et Une Nuits. Son intérêt pour le monde arabe remonte à un voyage au Maghreb gagné après son succès au concours général de géographie, en 1946, ainsi qu’à sa découverte du Coran dans la traduction de Claude-Étienne Savary,.
Membre du conseil scientifique de l'Institut français d'archéologie orientale, du conseil de l'ordre national du Mérite et président de jurys nationaux de recrutement pour les différents niveaux de l'enseignement supérieur, il est également membre des comités scientifiques de plusieurs revues académiques,.

## Carrière

### Diplomatie
De 1955 à 1956, André Miquel est secrétaire général de la Mission culturelle et archéologique française en Éthiopie. Il est ensuite professeur au lycée Blaise-Pascal de Clermont-Ferrand en 1956-1957.
À l’appel du ministère des Affaires étrangères, il est nommé responsable du secteur Afrique-Asie à la direction générale des relations culturelles et techniques du ministère (1957-1961), puis chef de la mission universitaire et culturelle française en République arabe unie (1961-1962). Il est arrêté par le régime nassérien au Caire en novembre 1961, victime d'une stratégie de pression de ce régime sur le régime gaullien ; il n'est libéré qu'en avril 1962.

### Enseignement
Il reprend alors définitivement une carrière universitaire.
De 1962 à 1964, il est maître-assistant de langue et littérature arabes à l'université d'Aix-en-Provence. De 1964 à 1968, il devient maître-assistant de sociologie de la langue et de la littérature arabes à la VIe section de l'École pratique des hautes études. Entre 1968 et 1970, il est  maître de conférences à l'université Paris VIII avant d'être nommé à l'université Sorbonne-Nouvelle entre 1970 et 1976. 

### Collège de France
En 1976, il est élu professeur au Collège de France, prestigieuse institution française d'enseignement et de recherche, où il occupe la chaire de « Langue et littérature arabe classique » jusqu'en 1997. De 1991 à 1997, il en est l'administrateur, le temps de deux mandats. C’est durant son mandat en tant qu'administrateur que la décision de la rénovation du bâtiment du Collège de France fut prise dans le cadre des « Grands travaux présidentiels » des années 1980.  

### Bibliothèque nationale de France
Tout en continuant ses cours au Collège de France, il est, de 1984 à 1987, administrateur général de la Bibliothèque nationale. Il remet, en 1989, au ministre de l’Éducation nationale, Lionel Jospin, un rapport sur l’état des bibliothèques universitaires en France qui met en évidence le retard de la France sur les autres pays européens et qui préconise la création d’un conseil « chargé de prévoir, de préparer et de suivre la mise en place des pôles et des réseaux de communication, l’évaluation des coûts, des fréquentations et des résultats, la répartition des crédits correspondants et l’établissement de la carte des bibliothèques ». Un Conseil supérieur des bibliothèques est créé en 1989 et André Miquel en est le premier président,. Il est chargé de  « favorise[r] la coordination des politiques documentaires relevant de plusieurs ministres ». Dans les années 1990, les plans de développement des universités feront une place grandissante aux bibliothèques. 

### Traducteur desMille et Une Nuits
En 2005, André Miquel propose, avec Jamel Eddine Bencheikh, une nouvelle traduction des Mille et une nuits basée sur l’édition de Boulaq (ville égyptienne où le texte a été imprimé en 1835 pour la première fois) qui comprend la totalité des 1 205 poèmes. Elle paraît chez Gallimard dans la Bibliothèque de la Pléiade.

### Mort
André Miquel meurt le 27 décembre 2022 à Paris à l'âge de 93 ans,.
À la suite de l'annonce de sa mort, le président de la République française Emmanuel Macron déplore, dans un communiqué officiel, la perte de « l’une des grandes figures des études arabisantes en France ». Quelques jours après, l'administrateur et l’assemblée des professeurs du Collège de France rendent hommage à sa mémoire.
Il est inhumé au cimetière Saint-Lazare de Montpellier.

## Publications (sélection)

### Principaux ouvrages
- Le repas du soir, Paris, Flammarion, 1964
- L’Islam et sa civilisation, Paris, Armand Colin, coll. « Destins du monde », 1968[21] (prix Marie-Eugène-Simon-Henri-Martin de l’Académie française en 1969) ; 7e édition revue et corrigée, avec la collaboration d’Henry Laurens, 2003
- Le fils interrompu, Paris, Flammarion, 1971
- La géographie humaine du monde musulman jusqu’au milieu du XIe siècle
  - tome 1 : Géographie et géographie humaine dans la littérature arabe des origines à 1050, Paris, 1973 ; réédition Paris, EHESS, coll. « Les réimpressions », 2001
  - tome 2 : Géographie arabe et représentation du monde : la terre et l’étranger, Paris, 1975 ; réédition Paris, EHESS, coll. « Les réimpressions », 2001
- Langue et littérature arabes classiques, Paris, Collège de France, 1977
- Vive la Suranie !, Paris, Flammarion, 1978
- La géographie humaine du monde musulman jusqu’au milieu du XIe siècle
  - tome 3 : Le milieu naturel, Paris, 1980 ; réédition Paris, EHESS, coll. « Les réimpressions », 2002
- La Littérature arabe, Paris, PUF, « Que sais-je ? », 1981
- Laylâ, ma raison, Paris, Seuil, 1984
- La géographie humaine du monde musulman jusqu’au milieu du XIe siècle
  - tome 4 : Les travaux et les jours, Paris, EHESS, coll. « Civilisations et sociétés », vol. 78, 1988
- L’Orient d’une vie (avec la collaboration de Gilles Plazy), Paris, Payot, 1990
- Les Arabes, l'Islam et l'Europe (avec Dominique Chevallier et Azzedine Guellouz), Paris, Flammarion, 1991
- D'Arabie et d'Islam (avec Jamel Eddine Bencheikh), Paris, Odile Jacob, 1992
- L'événement : le Coran, sourate LVI, Paris, Odile Jacob, 1992
- Tête à cœur, Paris, Flammarion, 1992
- Du Golfe aux océans. L’Islam, Paris, Hermann, 1994
- Les Arabes : du message à l'histoire (avec Dominique Chevallier et Mohamed El Aziz Ben Achour), Paris, Fayard, 1995
- Deux Histoires d'amour : De Majnûn à Tristan, Paris, Odile Jacob, 1996
- Carnet d'explications de textes, Paris, Vuibert, 2001
- Le vieil homme et le vent, Pézenas/Paris, Domens, 2007
- Ousâma : Un prince syrien face aux croisés, Paris, Tallandier, 2007
- Croire ou rêver, Paris, Bayard, 2010
- Les entretiens de Bagdad, Paris, Bayard, 2012
- Le temps se signe à quelques repères : Mémoire, Paris, Odile Jacob, 2016
- Itinéraire d’un arabisant, Paris, Odile Jacob, 2021[22]
- Avec la Bible, au fil des jours, Cerf, janvier 2022  (ISBN 9782204148504)

### Traductions
- Ibn Al-Muqqaffa', Le livre de Kalila et Dimna, Paris, Klincksieck, 1957 ; réédition, 2012
- Les Mille et une Nuits (traduit avec Jamel Eddine Bencheikh), Paris, Gallimard, « Bibliothèque de la Pléiade », 2005
- La fontaine à Bagdad : Fables arabes d'Ibn al-Muqaffa', Paris, Orients, 2015
- Le fou de Laylâ : Le dîwân de Majnûn, Paris, Actes Sud, 2016

## Distinctions

### Décorations
- Grand officier de la Légion d'honneur (2015 ; commandeur en 2010)[23] ;
- Officier de l'ordre national du Mérite[11] ;
- Commandeur de l'ordre des Palmes académiques[11] ;
- Commandeur de l'ordre des Arts et des Lettres[11].

### Distinctions académiques
- Membre de l'Academia Europaea[24] ;
- Membre de l'Académie des sciences de Heidelberg ;
- Membre associé de l'Académie arabe de Damas ;
- Membre de la Fondation tunisienne pour la traduction, l'établissement des textes et les études[25].

### Récompenses
- Prix Marie-Eugène-Simon-Henri-Martin de l'Académie française (France, 1969)[26] ;
- Prix international du Roi Abdullah bin Abdulaziz pour la traduction (en) (Arabie Saoudite, 22 mars 2010)[11] ;
- Grand prix pour la traduction au festival « Doha Capitale Culturelle Arabe » (Qatar, 15 décembre 2010)[11],[27] ;
- Prix international Mohammed ben Rachid de la langue arabe (Émirats arabes unis, 2019)[11],[28].